# Гонсалвиш Зарку, Жуан
Жуан Гонсалвиш Зарку да Камара де Лобуш (порт. João Gonçalves Zarco da Câmara de Lobos; 1390, Леса-да-Палмейра — 1467, Фуншал) — португальский мореплаватель, открывший в 1420 году архипелаг Мадейра.

## Биография
Происходил из знатной семьи, предположительно еврейского происхождения. Фамилия происходит от арабского слова зарка — голубоглазый. В молодом возрасте Зарку поступил на службу к Генриху Мореплавателю и стал капитаном каравеллы.
В молодости Зарку участвовал в морских сражениях с маврами, при завоевании Сеуты потерял в бою глаз. После этого оставил военную службу и стал исследователем. Открыл острова Порту-Санту (1419), Мадейра (1420). Получил во владение половину острова Мадейра и руководил португальской колонизацией острова.

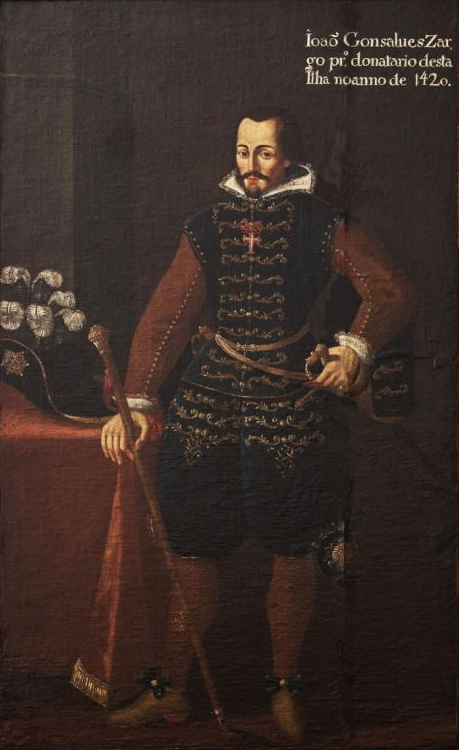
Посмертный портрет Зарку, приписываемый Николау Феррейре, ок. 1790 года

В 1437 году участвовал в неудачной военной экспедиции Генриха Мореплавателя на Танжер.
Дата смерти Зарку точно не известна, большинство исследователей предполагают, что он умер в 1467 году.